# Milan Svojić
Milan Svojić (in serbo Милан Својић?; Užice, 9 ottobre 1985) è un ex calciatore serbo, di ruolo centrocampista.

## Carriera
Ha giocato nella massima serie dei campionati serbo, macedone, cipriota, birmano e faroese.